# Геймдал (Північна Дакота)
Геймдал (англ. Heimdal) — переписна місцевість (CDP) в США, в окрузі Веллс штату Північна Дакота. Населення — 16 осіб (2020).

## Географія
Геймдал розташований за координатами 47°47′34″ пн. ш. 99°39′10″ зх. д. / 47.79278° пн. ш. 99.65278° зх. д. (47.792654, -99.652695).  За даними Бюро перепису населення США в 2010 році переписна місцевість мала площу 1,22 км², уся площа — суходіл.

## Демографія
Згідно з переписом 2010 року, у переписній місцевості мешкало 27 осіб у 13 домогосподарствах у складі 6 родин. Густота населення становила 22 особи/км².  Було 33 помешкання (27/км²).
Расовий склад населення:
| - 100,0 % — білих |

До двох чи більше рас належало 0,0 %. Частка іспаномовних становила 0,0 % від усіх жителів.
За віковим діапазоном населення розподілялося таким чином: 29,6 % — особи молодші 18 років, 37,1 % — особи у віці 18—64 років, 33,3 % — особи у віці 65 років та старші. Медіана віку мешканця становила 43,8 року. На 100 осіб жіночої статі у переписній місцевості припадало 50,0 чоловіків;  на 100 жінок у віці від 18 років та старших — 58,3 чоловіків також старших 18 років.
Цивільне працевлаштоване населення становило 0 осіб. 